# Heliotropium stenophyllum
Heliotropium stenophyllum là loài thực vật có hoa trong họ Mồ hôi. Loài này được Hook. & Arn. mô tả khoa học đầu tiên.